# 정건조
정건조는 신상옥 감독이 남으로 귀환한 후 불가사리를 마저 완성한 감독이다.